# Marathon van Fukuoka 1993
De marathon van Fukuoka 1993 werd gelopen op zondag 5 december 1993. Het was de 47e editie van deze marathon. Aan deze wedstrijd mochten alleen mannelijke elitelopers deelnemen.
De Mexicaan Dionicio Cerón finishte als eerste in 2:08.51.
Dit evenement deed tevens dienst als Japans kampioenschap op de marathon. De nationale titel werd gewonnen door Shinji Kawashima met een finishtijd van 2:10.41.

## Uitslagen
| rang   | naam                 | land | tijd    |
| ------ | -------------------- | ---- | ------- |
| Goud   | Dionicio Cerón       | MEX  | 2:08.51 |
| Zilver | Gert Thys            | RSA  | 2:09.31 |
| Brons  | Valdenor Pereira     | BRA  | 2:10.20 |
| 4      | Michael O'Reilly     | ENG  | 2:10.39 |
| 5      | Shinji Kawashima     | JPN  | 2:10.41 |
| 6      | Aleksey Zhelonkin    | RUS  | 2:10.44 |
| 7      | Isidro Rico          | MEX  | 2:10.45 |
| 8      | Toshiyuki Hayata     | JPN  | 2:11.04 |
| 9      | Shin Nakashima       | JPN  | 2:11.53 |
| 10     | Eddy Hellebuyck      | BEL  | 2:12.27 |
| 11     | Tena Negere          | ETH  | 2:12.53 |
| 12     | Wieslaw Perszke      | POL  | 2:13.18 |
| 13     | Rainer Wachenbrunner | GER  | 2:13.37 |

1947 ·
1948 ·
1949 ·
1950 ·
1951 ·
1952 ·
1953 ·
1954 ·
1955 ·
1956 ·
1957 ·
1958 ·
1959 ·
1960 ·
1961 ·
1962 ·
1963 ·
1964 ·
1965 ·
1966 ·
1967 ·
1968 ·
1969 ·
1970 ·
1971 ·
1972 ·
1973 ·
1974 ·
1975 ·
1976 ·
1977 ·
1978 ·
1979 ·
1980 ·
1981 ·
1982 ·
1983 ·
1984 ·
1985 ·
1986 ·
1987 ·
1988 ·
1989 ·
1990 ·
1991 ·
1992 ·
1993 ·
1994 ·
1995 ·
1996 ·
1997 ·
1998 ·
1999 ·
2000 ·
2001 ·
2002 ·
2003 ·
2004 ·
2005 ·
2006 ·
2007 ·
2008 ·
2009 ·
2010 ·
2011 ·
2012 ·
2013 ·
2014 ·
2015 ·
2016 ·
2017